# Tommy Vercetti
Thomas "Tommy" Vercetti é um personagem fictício da franquia de jogos eletrônicos Grand Theft Auto, da qual é o protagonista jogável do quarto principal jogo da série, Grand Theft Auto: Vice City, de 2002. Sendo o primeiro protagonista da série capaz de falar, Tommy é dublado por Ray Liotta.
Tommy é um mafioso da família Forelli, de Liberty City (vagamente baseada em Nova Iorque), que após ser libertado da prisão em 1986, depois de cumprir uma pena de 15 anos, é enviado pelos Forelli para Vice City (inspirada em Miami) para conduzir um negócio de drogas. No entanto, quando o negócio dá errado e as drogas e o dinheiro são perdidos, Tommy é encarregado de procurar os responsáveis pela emboscada, trabalhando para vários criminosos do submundo de Vice City em busca de respostas. Com o tempo, Tommy começa a construir seu próprio império criminoso e acaba encontrando o homem responsável pela emboscada, matando-o e assumindo seu negócio, tornando-se assim o líder de sua própria gangue, a Família Vercetti. Ele então trabalha para fazer de sua gangue o maior império do crime na cidade, eventualmente matando todos os seus inimigos e se tornando o chefe do crime de Vice City. Tommy Vercetti foi bem recebido pela crítica especializada e Ray Liotta ganhou prêmios pelo papel.

## Design

Arte conceitual de Tommy Vercetti, do início de desenvolvimento do jogo

Tommy, um ítalo-americano, é retratado com uma aparência bonita, pele morena, cabelos castanho-escuros penteados, quase pretos, e uma barba por fazer. Ele aparece pela primeira vez vestindo uma camisa havaiana azul clara com palmeiras azul-escuras estampadas, um colar de pérolas de ouro no pescoço, um relógio de ouro no pulso esquerdo, jeans e tênis branco. Essa roupa ficou conhecida como a "roupa de rua" de Tommy. À medida que o jogo avança, Tommy recebe várias outras opções no guarda-roupa, que vão de ternos à la Tony Montana, até roupas especificas para realizar assaltos, entre outros. 
Tommy Vercetti foi amplamente inspirado no traficante de drogas fictício Tony Montana do filme Scarface de 1983, filme que também foi uma das grandes inspirações para Vice City. Dentre algumas características que os dois partilham, destacam-se; o exílio de seu antigo lar, sua ascensão ao poder e a aquisição de bens e riquezas na cidade, incluindo uma mansão que possui um interior muito semelhante ao de Montana no filme.
Tommy, assim como Tony Montana, também foi um assassino contratado, também matou seus próprios colaboradores e também matou e assumiu os negócios de seu ex-chefe. A única diferença notável entre os dois é que no tiroteio final dentro da mansão, Montana acaba morrendo, enquanto no tiroteio final na mansão de Tommy, ele consegue sozinho derrubar seus inimigos e sobreviver.

### Características
Tommy Vercetti é inteligente, mas também temperamental; ele se irrita facilmente e rapidamente recorre à violência. Ele não hesita em matar, embora muitas de suas vítimas também estejam tentando matá-lo, ou tenham feito algo para provocá-lo. Apesar de tudo isso, Tommy também mostra seu lado mais suave, visto em suas relações com Mercedes Cortez, filha de Juan Garcia Cortez, e Earnest Kelly, um funcionário idoso da gráfica Print Works que Tommy compra mais tarde no jogo. A primeira serve como um interesse amoroso para Tommy, enquanto o último é visto como uma figura paterna para Tommy, devido às suas memórias de infância de trabalhar com seu pai em uma gráfica.

## Biografia

### Início
Tommy Vercetti nasceu em uma família ítalo-americana e foi criado em Liberty City, onde seu pai trabalhava como operador de impressora. Quando criança, Tommy ajudava seu pai no trabalho enquanto sonhava com uma vida normal e moral. No entanto, as coisas mudaram quando ele fez amizade com o mafioso Sonny Forelli, na adolescência. Sonny, um membro proeminente da Família Forelli, envolveu Tommy no mundo do crime e por fim, o introduziu à família. Tommy subiu rapidamente na hierarquia e acabou tornando-se um made man.
Em 1971, Sonny, ciumento e nervoso com a reputação crescente de Tommy dentro da máfia e do submundo de Liberty City, o manda para uma armadilha para ser morto, sob o pretexto de uma missão para assassinar um mafioso rival no distrito de Harwood. Quando chegou, Tommy foi rapidamente emboscado por onze homens, mas conseguiu matar todos eles. Apesar de sua sobrevivência, Tommy foi preso e enviado para a prisão por várias acusações de assassinato. Em um ponto, ele foi colocado no corredor da morte, mas devido à influência da família Forelli e possivelmente à interferência, ele cumpriu apenas quinze anos. Enquanto estava na prisão, Tommy ganhou o apelido de "The Harwood Butcher" (O Açougueiro de Harwood).

### Libertação da prisão
Recém-saído da prisão em 1986, Tommy é imediatamente despachado por Sonny para Vice City para supervisionar um importante negócio de drogas. O negócio foi acertado por Sonny para manter Tommy fora de Liberty City e também para que a família Forelli (na época a família mafiosa mais poderosa de Liberty City) expandisse seu negócio de drogas para o sul do país. No aeroporto de Vice City, Tommy conhece o advogado peculiar dos Forellis, Ken Rosenberg, que leva Tommy e seus guarda-costas para encontrar seus clientes. No entanto, o negócio é interrompido a tiros por assaltantes mascarados que matam os guarda-costas de Tommy e um dos clientes, além de roubarem o dinheiro e as drogas, enquanto Tommy é forçado a fugir com Ken depois de sobreviver. Após ligar para Sonny para dar a má notícia, Tommy se vê encarregado, sob a ameaça de Sonny, de recuperar as drogas e o dinheiro e matar quem planejou a emboscada.
Durante sua investigação, Tommy fez vários aliados que lhe ofereceram ajuda, incluindo o coronel aposentado Juan Garcia Cortez, que tinha ajudado a organizar a troca; o produtor musical Kent Paul, um amigo de Ken Rosenberg que mantém conexões com o submundo criminoso da Vice City; Lance Vance, o irmão vingativo do cliente morto na troca; e o promotor imobiliário texano Avery Carrington, que contrata Tommy para ajudá-lo várias vezes. Através de Cortez, Tommy conhece o traficante Ricardo Diaz, que emprega ele e Lance, mas mais tarde é revelado como o responsável pela emboscada. Depois de trabalhar para Diaz para ganhar sua confiança, a dupla o mata em sua mansão, recuperando o dinheiro e as drogas.

### Empreendimentos
Com Diaz morto, Tommy assume seu império e lentamente se distancia da família Forelli, ignorando as ordens de Sonny de pagar-lhe o dinheiro. Enquanto permanece em contato com a maioria de seus aliados, Tommy começa a negligenciar Lance, que o pede para ser tratado como um parceiro igual várias vezes. Em vez disso, Tommy se concentra mais em expandir seu sindicato criminoso, chamado de "Gangue Vercetti", forçando várias empresas a pagar-lhe dinheiro de proteção, comprando empresas quase falidas para serem usadas como frentes de operações ilícitas e formando alianças com gangues como os Los Cabrones e os Vice City Bikers.
Depois se estabelecer como chefão de Vice City, Tommy é forçado a defender seus negócios dos mafiosos Forelli enviados por Sonny, que decidiu tomar medidas contra Tommy. Depois de saber que Sonny virá a Vice City para receber o que ele acredita que lhe é devido, Tommy planeja pagá-lo com dinheiro falso. No entanto, quando Sonny chega à mansão de Tommy, ele revela que sabe de seu plano graças a Lance, que o traiu, e admite seu envolvimento no massacre de Harwood, quinze anos antes. Um tiroteio segue na mansão, durante o qual Tommy impede os Forellis de roubar seu dinheiro e mata Lance por sua traição, antes de finalmente matar Sonny em um confronto tenso. Com Sonny morto, todas as pontas soltas na vida de Tommy estão resolvidas, e ele está livre para comandar seu império criminoso ao lado de Ken, o único que esteve ao seu lado até o fim.

### Vida posterior
Pouco se sabe sobre a vida de Tommy após os eventos de GTA: Vice City. Ele provavelmente se manteve como chefão de Vice City por muitos anos, embora sua parceria com Ken Rosenberg durasse apenas até 1992. Depois que o vício em drogas de Ken se tornou um incômodo para Tommy, ele o mandou para um centro de reabilitação no estado de San Andreas, e o abandonou lá, aparentemente cortando todos os laços com ele. Tommy é mencionado em The Introduction, um pequeno prólogo de Grand Theft Auto: San Andreas, em uma cena em que Ken tenta, sem sucesso, entrar em contato com Tommy após sair da reabilitação.

## Influências e análises

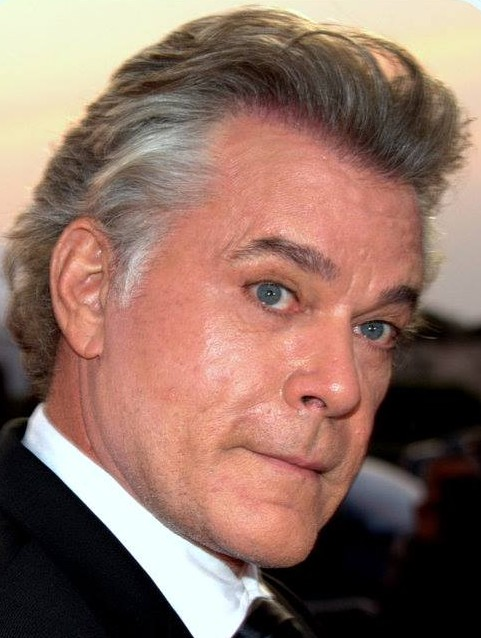
Ray Liotta, ator que dublou Tommy Vercetti, no Deauville American Film Festival de 2014

Antes do lançamento de Vice City, IGN afirmou que Tommy provavelmente "deixaria nas crianças o mesmo tipo de impressão que o personagem Ray Sinclair [do ator Ray Liotta] deixou nos jovens estudantes que assistiram Something Wild em 1986." Eles também compararam a atuação de Liotta como Tommy à sua atuação como Henry Hill em Goodfellas.
Quando questionado sobre sua interpretação como Tommy, Liotta afirmou que "foi um trabalho difícil". Ele disse que "você está praticamente se colocando nas mãos [dos desenvolvedores] e fazendo o que eles querem, então não há muito para você fazer de forma criativa".

## Recepção
O personagem de Tommy Vercetti recebeu críticas e comentários muito positivos de críticos e jogadores de Vice City, aparecendo em muitas listas de "melhores personagens dos videogames." IGN disse que eles "estavam prontos para um protagonista mais desenvolvido" após Claude de Grand Theft Auto III. O CraveOnline afirmou que jogar como Tommy foi "uma lufada de ar fresco". O The Age elogiou a dublagem de Ray Liotta e afirmou "enquanto o personagem se parece com Tony Montana ao longo do jogo, as falas de Liotta lhe dão um senso de humor imprudente que o torna mais simpático". O GameDaily elogiou a interpretação de Liotta como o tendo transformado de "um bandido de aparência genérica" para um "cara durão que mandou nos anos 80." O The Telegraph descreveu Tommy como "o mais amoral" protagonista de GTA.
Liotta ganhou o prêmio de Melhor Performance Masculina de Live Action/Voz no G-Phoria Awards de 2003 e Melhor Performance de um Humano no Spike Video Game Awards de 2003.